# Masyw górski

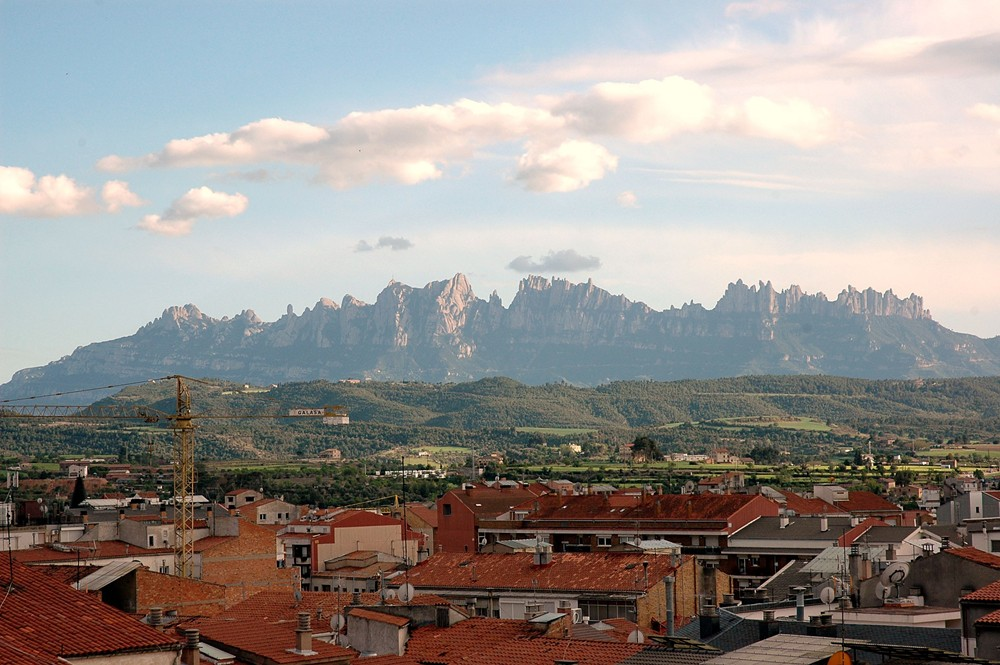
Masyw górski Montserrat, w Hiszpanii

Masyw górski (ang., fr. massif, niem. massiv; od łac. massa „bryła”) – zwarty górotwór, zbudowany zwykle ze skał pochodzenia magmowego lub metamorficznego, czasami osadowego podobnego typu, występujący samodzielnie lub jako część pasma górskiego wyraźnie wydzielona (np. szerokimi przełęczami lub dolinami). W Polsce masywy górskie to np. Masyw Śnieżnika, Masyw Ślęży, Masyw Magury Wątkowskiej.